# Junkenhofen
Junkenhofen ist ein Gemeindeteil der oberbayerischen Gemeinde Gerolsbach im Landkreis Pfaffenhofen an der Ilm.

## Geografie
Das Kirchdorf liegt im tertiären Hügelland der Hallertau an deren südwestlichem Rand. 1,5 km östlich befindet sich bei Wüstersberg die mit 545 m ü. NHN höchste Erhebung im Landkreis Pfaffenhofen an der Ilm.

## Geschichte
Junkenhofen gehörte zu der 1818 mit dem zweiten Gemeindeedikt gegründeten Gemeinde Klenau und wurde mit dieser im Zuge der Gebietsreform in Bayern am 1. Januar 1978 in die Gemeinde Gerolsbach eingegliedert.
Das Dorf gehörte früher zu dem am 30. Juni 1972 aufgelösten Landkreis Schrobenhausen und kam am 1. Juli 1972 zum Landkreis Pfaffenhofen an der Ilm.

## Baudenkmäler
Einziges Baudenkmal in Junkenhofen ist die Filialkirche Mariä Opferung, siehe Filialkirche in der Denkmalliste. 